# 梅迪亞納峰 (瓜達拉馬山脈)

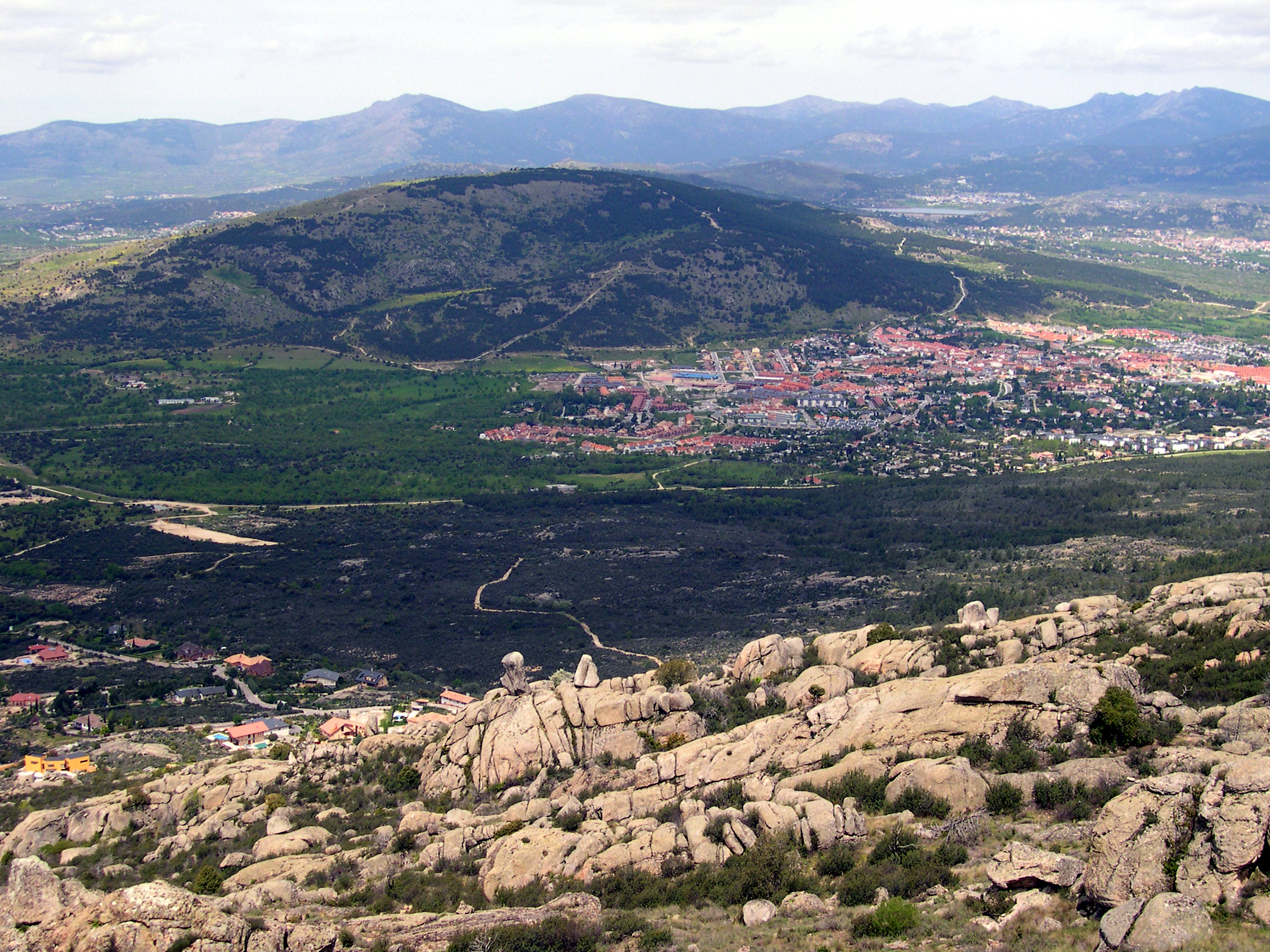

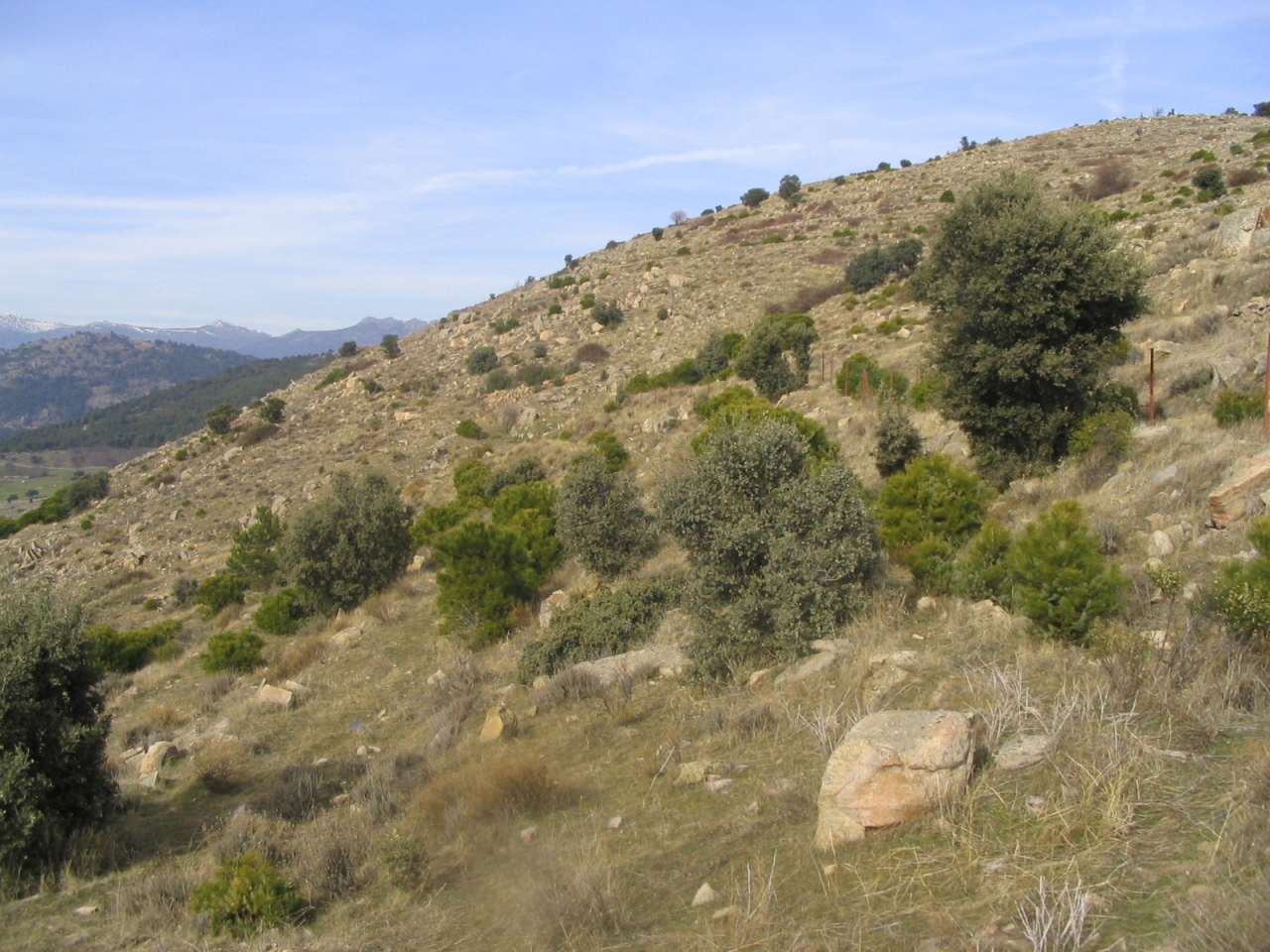

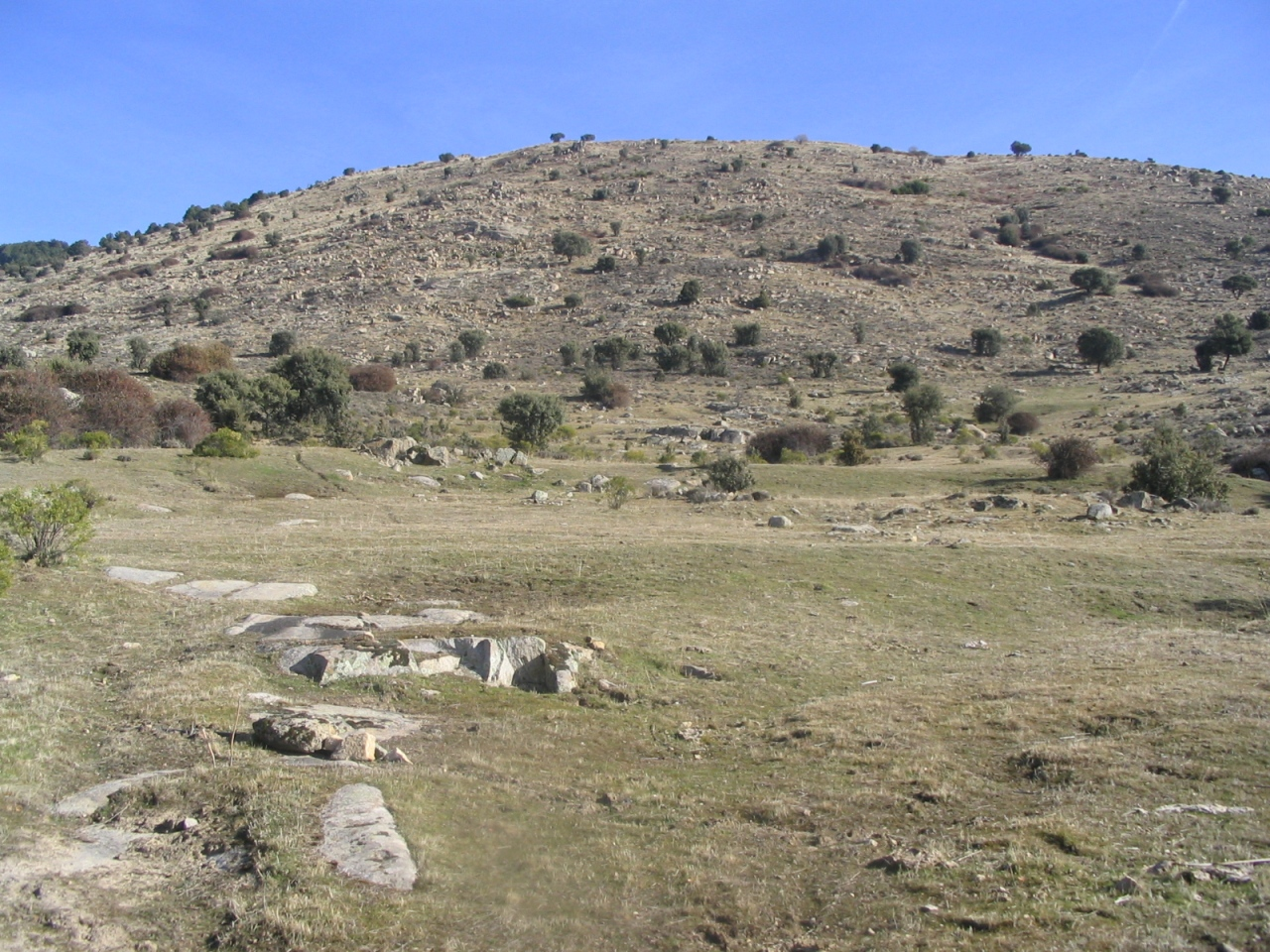

梅迪亞納峰是西班牙的山峰，位於該國中部馬德里自治區，屬於中央山脈中瓜達拉馬山脈的一部分，海拔高度1,331米，山體由片麻岩和花崗岩組成。